# Municipio Juan José Rondón
El Municipio Juan José Rondón es uno de los 15 municipios del Estado Guárico, Venezuela. Su capital es la población de Las Mercedes. Tiene una superficie de 7691 km² siendo el tercer municipio de mayor extensión del Estado Guárico, se estima que para 2011 su población fue de 33 025 habitantes según el Instituto Nacional de Estadística de Venezuela pero esta cifra podría elevarse considerablemente por el desarrollo comercial e industrial que se espera desde ese año para este municipio. Este municipio está conformado por tres parroquias, Cabruta, Santa Rita de Manapire y Las Mercedes.
Una de las obras de ingeniería más importantes que estará ubicada en este municipio para el 2010 es el Tercer puente sobre el río Orinoco que conectará la población de Cabruta del Municipio Las Mercedes con Caicara del Orinoco en el Estado Bolívar, la longitud será de unos 4,8 km.
El principal atractivo turístico de la zona es el parque nacional Aguaro-Guariquito  y el río Orinoco.

## Parroquias
1. Parroquia Las Mercedes
2. Parroquia Cabruta
3. Parroquia Santa Rita de Manapire

Los primeros habitantes de Las Mercedes del Llano vinieron del Hato Palacios en 1868, tras la huella del ganado y en busca del agua. Acompañaban a Don Jorge Carpio, el fundador del pueblo.

## Política y Gobierno

### Alcaldes
| Período     | Alcalde               | Partido Político | % de votos | Notas |
| ----------- | --------------------- | ---------------- | ---------- | --- |
| 1989 - 1992 | Carlos E. Prosperi    | COPEI            | 52,54      | Primer alcalde bajo elecciones directas                                                                                |
| 1992 - 1995 | Fredis Antonio Malavé | AD               | 40,93      | Segundo alcalde bajo elecciones directas                                                                               |
| 1995 - 2000 | Fredis Antonio Malavé | AD               | -          | Reelecto (se realizaron elecciones generales adelantadas en el 2000 debido a la aprobación de la Constitución de 1999) |
| 2000 - 2004 | Raúl Carballo         | PPT              | 36,45      | Tercer alcalde bajo elecciones directas                                                                                |
| 2004 - 2008 | Raúl Carballo         | PPT              | 38,57      | Reelecto |
| 2008 - 2013 | Marcos Herrera        | PSUV             | 54,40      | Cuarto alcalde bajo elecciones directas (se postergan 1 año las elecciones municipales pautadas para finales del 2012) |
| 2013 - 2017 | Elías Zurita          | PSUV             | 40,22      | Quinto alcalde bajo elecciones directas                                                                                |
| 2017 - 2021 | Elías Zurita          | PSUV             | 50,52      | Reelecto |
| 2021 - 2023 | Raúl Carballo         | AD               | 49,59      | Sexto alcalde bajo elecciones directas. Fallece el 22 de febrero de 2023.                                              |
| 2023 - 2025 | Denis Rangel          | PSUV             | -          | Presidente del Concejo Municipal. Asume como alcalde encargado.                                                        |

### Concejo municipal
Período 1989 - 1992
| Concejales:          | Partido político / Alianza |
| -------------------- | -------------------------- |
| Pedro P. Camejo      | COPEI                      |
| Antonio Ronaín López | COPEI                      |
| Pedro Piña Velásquez | COPEI                      |
| Nery Reina Bastidas  | COPEI                      |
| Angel David Paredes  | AD                         |
| José Tomas Campos    | AD                         |
| Pedro V. Gotta       | AD                         |

Período 1992 - 1995
| Concejales:         | Partido político / Alianza |
| ------------------- | -------------------------- |
| Angel David Paredes | AD                         |
| Luis Alexis Tovar   | AD                         |
| Anibal Delgadillo   | AD                         |
| Dalila de Alvelaez  | COPEI                      |
| Román López         | COPEI                      |
| Temistocles Ledezma | COPEI                      |
| Jesús Narvaez       | F.R.D.M                    |

Período 1995 - 2000
| Concejales:         | Partido político / Alianza |
| ------------------- | -------------------------- |
| Lidya Quiñones      | AD                         |
| Luis Alexis Tovar   | AD                         |
| Anibal Delgadillo   | AD                         |
| Adapcia Pulido      | AD                         |
| Angel David Paredes | AD                         |
| Evano Chirínos      | COPEI                      |
| Fabian Vargas       | COPEI                      |

Período 2013 - 2018:
| Concejales:          | Partido político / Alianza |
| -------------------- | -------------------------- |
| Tomas Ali Celis      | MUD                        |
| Carlos E Prosperi    | MUD                        |
| Maryira Jaramillo    | MUD                        |
| Luciano Molino Lopez | MUD                        |
| Miguel Pantoja       | MUD                        |
| Arminda Moreno       | JUAN BIMBA                 |
| Cresencia Infante    | PSUV                       |

Período 2018 - 2021
| Concejales:      | Partido político / Alianza |
| ---------------- | -------------------------- |
| Hilda Suárez     | PSUV                       |
| Fran Mastnak     | PSUV                       |
| José Martínez    | PSUV                       |
| Carlos Contreras | PSUV                       |
| Marbely García   | PSUV                       |
| Maria Gonzalez   | PSUV                       |
| Pedro Contreras  | PSUV                       |

Período 2021 - 2025
| Concejales:     | Partido político / Alianza |
| --------------- | -------------------------- |
| Yajaira Blanco  | AD                         |
| Nailys Martinez | AD                         |
| Ahilyn Machuca  | AD                         |
| Diego Ruiz      | AD                         |
| Meyber Moreno   | PSUV                       |
| Dennis Rangel   | PSUV                       |
| Annis Guaran    | PSUV                       |